# Saint-Urbain-Maconcourt
Saint-Urbain-Maconcourt là một xã thuộc tỉnh Haute-Marne trong vùng Grand Est đông bắc nước Pháp. Xã này nằm ở khu vực có độ cao trung bình 187 mét trên mực nước biển.